# The Mice Templar
 (novembre 2023).
Si vous disposez d'ouvrages ou d'articles de référence ou si vous connaissez des sites web de qualité traitant du thème abordé ici, merci de compléter l'article en donnant les références utiles à sa vérifiabilité et en les liant à la section « Notes et références ».
The Mice Templar est un comic créé par Bryan J.L. Glass et Michael Avon Oeming et publié par Image Comics. La série est scénarisée par Glass et illustrée par Oeming. Elle compte 39 épisodes, parus aux États-Unis entre 2007 et 2015.
L'histoire met en scène Karic, une petite souris anthropomorphe, les rêves baignés dans l'histoire des légendaires Templiers (Templars en VO) qui maintenaient l'équilibre du monde. Alors que son village est attaqué par une armée de rats, Karic découvre que les Templiers existent toujours et qu'il est l'élu de Wotan, créateur de toutes choses, pour sauver les siens. Il se lance alors dans sa quête au côté d'un Templier exilé : Pilote.